# Autoestrada A1
Die Autobahn A1 oder Nord-Autobahn (Autoestrada do Norte) ist eine portugiesische Autobahn, die Lissabon mit Porto verbindet, die Metropolregion Lissabon mit den Subregion Lezíria do Tejo, die zur Region Alentejo gehört, den Subregionen Médio Tejo, Region Leiria, Region Coimbra und Region Aveiro, die zur Region Zentrum gehören, und der Subregion Metropolregion Porto, die zur Region Norden gehört, verbindet. Sie hat eine Gesamtlänge von 301,6 km.
In Lissabon beginnt die Autobahn im Norden der Stadt, am Ende der Avenida Marechal Craveiro Lopes, wo sie sich mit der A12 kreuzt, die in Richtung Vasco-da-Gama-Brücke bis nach Setúbal führt. Weiter nach Norden, in Alverca, kreuzt die Autobahn die A9, die in südwestlicher Richtung bis Caxias verläuft und die äußere Ringautobahn der Stadt Lissabon bildet. In Carregado kreuzt sich die Autobahn mit der A10, die im Südwesten nach Arruda dos Vinhos und im Osten nach Samora Correira und Benavente führt. In der Nähe von Santarém kreuzt die Autobahn  die A15, die in westlicher Richtung nach Caldas da Rainha führt. In Torres Novas kreuzt sich die Autobahn mit der A23, die in nordöstlicher Richtung bis Castelo Branco und Guarda verläuft. Vor Coimbra kreuzt die Autobahn die A13-1, die nach Osten bis Condeixa-a-Nova führt, und in Coimbra, im Norden der Stadt, kreuzt die Autobahn die A14, die nach Westen bis Figueira da Foz führt. In Albergaria-a-Velha, in der Nähe von Aveiro, kreuzt sich die Autobahn mit der A25, die in östlicher Richtung zum Stadtzentrum von Aveiro und in östlicher Richtung nach Viseu und Guarda führt. In Nogueira da Regedoura kreuzt sich die Autobahn die A41, die nach Westen in Richtung Espinho und nach Nordosten in Richtung Valongo und Matosinhos führt und die äußere Ringautobahn der Stadt Porto bildet. Vor der Ankunft in der Stadt Porto, in Vila Nova de Gaia, kreuzt die Autobahn zunächst die A20, die in nordwestlicher Richtung nach Porto führt und die innere Ringautobahn der Stadt Porto bildet. Dann kreuzt die Autobahn die A29, die in südwestlicher Richtung nach Espinho führt und weiter zur A44, die die Stadt Vila Nova de Gaia von Norden nach Süden verbindet. Nach Überquerung der Arrábida-Brücke verbindet sich die Autobahn mit der A28, die nach Norden bis Viana do Castelo führt, und mit der A20, die über die Freixo-Brücke nach Vila Nova de Gaia führt und dort wieder mit der gleichen Autobahn verbunden ist.

## Größere Städte an der Autobahn
- Lissabon
- Santarém
- Leiria
- Coimbra
- Aveiro
- Porto